# Ernesto Alterio
Ernesto Alterio (ur. 25 lipca 1970, w Buenos Aires, w Argentynie) – aktor kina hiszpańskiego i argentyńskiego. Syn Héctora Alterio i brat Maleny Alterio.

## Filmografia
| Rok  | Film                             | Reżyser                                      |
| ---- | -------------------------------- | -------------------------------------------- |
| 1992 | Tanguito                         | Marcelo Piñeyro                              |
| 1995 | Tengo una casa                   | Mónica Laguna                                |
| 1995 | Belmonte                         | Juan Antonio Bollaín                         |
| 1995 | Dos por dos                      |                                              |
| 1995 | Morirás en Chafarinas            | Pedro Olea                                   |
| 1996 | Más que amor, frenesí            | Alfonso Abacete, David Mekes y Miguel Bardem |
| 1996 | Mi nombre es sombra              | Gonzalo Suárez                               |
| 1998 | Los años bárbaros                | Fernando Colomo                              |
| 1998 | Insomnio (film)                  | Chus Gutiérrez                               |
| 1999 | Los lobos de Washington          | Mariano Barroso                              |
| 1999 | El cuarteto de La Habana         | Fernando Colomo                              |
| 2000 | Kashbah                          | Mariano Barroso                              |
| 2001 | Buñuel y la mesa del rey Salomón | Carlos Saura                                 |
| 2002 | Po drugiej stronie łóżka         | Emilio Martínez-Lázaro                       |
| 2003 | Días de fútbol                   | David Serrano                                |
| 2004 | Muertos comunes                  | Norberto Ramos del Val                       |
| 2004 | Incautos                         | Miguel Bardem                                |
| 2005 | Semen, una historia de amor      | Inés París                                   |
| 2005 | Metoda                           | Marcelo Pîñeiro                              |
| 2006 | Dwie strony łóżka                | Emilio Martínez-Lázaro                       |
| 2012 | Jak mam na imię                  | Benjamín Ávila                               |
| 2018 | Narcos: Meksyk                   | różni                                        |